# Imperialismus (Computerspiel)
Imperialismus: Die hohe Kunst der Weltherrschaft ist ein Computer-Strategiespiel des US-amerikanischen Spielentwicklerstudio Frog City Software aus dem Jahr 1997. Der Vertrieb erfolgte über Mindscape.

## Beschreibung
Es versetzt den Spieler in die Zeit der Industrialisierung von 1815 bis 1915. Mit wirtschaftlichem Geschick muss er dabei seine Nation zu einer Welt- und Industriemacht emporführen. Der Spieler hat im begrenzten Umfang diplomatische Möglichkeiten, den Verlauf zu beeinflussen. Er kann aber auch auf militärischem Wege in rundenbasierter Strategie sein Reich ausbauen, um eines Tages als "Weltherrscher" anerkannt zu werden. Je höher der Industrialisierungsgrad ist, desto mehr Möglichkeiten bieten sich dem Spieler. Der Sieger einer Partie wird in einem sogenannten Gouverneurskonzil festgestellt, welches alle zehn Spieljahre abgehalten wird. Imperialismus bietet einen Mehrspielermodus, in dem bis zu sieben menschliche Spieler im Netzwerk oder übers Internet gegeneinander antreten können.
Durch den Abbau von Ressourcen, die auf den Feldern der Karte in bestimmten Regionen verteilt sind (Kohle und Eisen – Gebirge, Erdöl – Wüste/Sumpf/Tundra usw.), hat der Spieler nach der Erforschung der entsprechenden Technologie die Möglichkeit, weiter entwickelte Einheiten herzustellen, die ihm einen Vorteil gegenüber Konkurrenten verschaffen.
Das Spiel bezieht sich auf die expansionistischen Bestrebungen industrialisierter Nationen im 19. Jahrhundert und lässt oberflächlich die Wahl, sich auch auf friedlichem Wege den Sieg zu sichern. Dies ist allerdings viel schwerer, beziehungsweise aufgrund der Spielweise der Computergegner gar unmöglich. Der Spieler kann wählen, welche Großmacht er spielen möchte. Mit anderen Ländern kann Handel betrieben werden, wodurch sich Beziehungen verbessern können. Sind die Beziehungen zu kleineren Ländern sehr positiv, kann jenes Land zur Kolonie gemacht werden. Anderen Großmächten können Allianzen angeboten werden, die jederzeit gebrochen werden können.
Der Nachfolger Imperialismus II: Die Eroberer erschien 1999. Im zweiten Teil der Reihe wurde die Welt noch erweitert. Hinzu kam die Neue Welt, in welcher sich korrekt bezeichnete Ureinwohnervölker befinden. Diese fallen eines nach dem anderen den europäischen Mächten zum Opfer. Auch hier gilt am Ende derjenige als Sieger, der die Alte Welt beherrscht.

## Trivia
- Den Weltrekord für den schnellsten Spielsieg hält der Twitch-User „seboo1337“,[1] welcher 2013 das Spiel in der Standard-Einstellung (Neue Welt, Schwierigkeitsstufe „Anfänger“) in 6:30 Minuten durchgespielt hat. Der Speedrun ist auch auf YouTube zu sehen.[2]
- Mittlerweile hat sich eine kleine, aber rege Modding-Szene entwickelt, welche das Standard-Spiel mit zahlreichen Custom Maps, unter anderem einer realistischen Weltkarte, erweitert hat.[3]
- Seit 2012 hat sich eine Gruppe von Moddern das Ziel gesetzt, analog zu FreeCiv, auch Imperialismus als Open-Source-Projekt zu entwickeln und zur freien Verfügung zu stellen.[4]
- Während die Original-CD-ROM-Version von 1997 nicht ohne Weiteres auf neueren Systemen spielbar ist, bietet GOG.com eine kostenpflichtige Download-Version an, die kompatibel mit Windows XP, 7, 8 und 10 ist.[5]
- Seit 2014 existiert ein Editor für das Spiel.[6]